# Dicranomyia hansiana
Dicranomyia hansiana är en tvåvingeart som beskrevs av Jaroslav Stary och Geiger 1985. Dicranomyia hansiana ingår i släktet Dicranomyia och familjen småharkrankar. Inga underarter finns listade i Catalogue of Life.